# Fatmir Koçi
Fatmir Koçi est un réalisateur albanais, également scénariste et producteur, né le 30 novembre 1959 à Tirana en Albanie.

## Biographie
Très jeune il se passionne pour le cinéma et voit beaucoup de classiques, notamment des films français. Il entre à l'Académie des Beaux-Arts de Tirana en 1983 et poursuit ses études de théâtre, et puis fait un stage de formation au Kinostudio Nouvelle Albanie (aparatus de propagande du régime du 1950-1990).
Il est aussi l'un des fondateurs de la Marubi Film and Multimedia School, première école des métiers du son et de l'image dans l'histoire de l'Albanie, qui a ouvert ses portes en octobre 2004.
Son premier court métrage, Nje i trete (1988), est tourné en noir et blanc, d’après son propre scénario. Un sculpteur est en train de faire le portrait d’un jeune garçon, lorsqu’il remarque une tache rouge sur le front de la sculpture. En creusant le bois, il en extrait une balle…
La Balade à travers les balles (1989), un moyen métrage de 43 minutes, toujours en noir et blanc, est l’histoire d’un petit garçon d’un an qui survit miraculeusement au massacre de sa famille par les Nazis. Les villageois tentent de le sauver malgré le danger.
L’action de Nécrologie (1993), un film fantastique dont il a également écrit le scénario, se déroule dans un château médiéval. Lorsque le seigneur meurt subitement, sa femme tente de dissimuler sa mort, jusqu’à ce que son cadavre se transforme en squelette sur le trône. Ses sujets continuent à le vénérer et la veuve continue à manger pour deux. Le Festival des films du monde de Montréal remarque ce film et lui attribue une Mention spéciale.
Un documentaire de 25 minutes, Alternative Head, remporte le Grand prix Méridiens 1997 à Aubagne, le Grand prix du Jury au Festival international de vidéo de Liège, ainsi que le Grand prix au 15e festival de vidéo d’Estavar-Llivia (France) en 1998. On y voit un sculpteur récupérant les matériaux des statues élevées à la gloire des anciens dictateurs d'Albanie pour en faire des œuvres d'art .
Avec Tirana, année zéro (2001) — qui bénéficie de fonds français et belges —, Fatmir Koçi conquiert une audience internationale. Il remporte l'Alexandre d'or, la récompense suprême du 42e festival international du film de Thessalonique. Son film est également sélectionné à la Mostra. Le sujet est d'actualité : à travers l'histoire d'un jeune couple, la question qui est posée est celle-ci : faut-il quitter l'Albanie coûte que coûte, ou bien rester ?
Après un autre documentaire, Fatmir Koç prépare un nouveau long métrage soutenu par le CNC, L'Année noire, adapté du roman d'Ismail Kadare.
Selon Grégory Escouglaire, Fatmir Koçi « incarne donc la frange critique, limite contestataire, d’un cinéma national généralement conservateur et didactique, voire moralisateur ».

## Filmographie
- 1988  Sculpture (I treti në mes)/(Nje i trete)
- 1989  La Balade à travers les balles (Lumi që nuk shteron), en collaboration avec Flamur Koçi
- 1993  Nécrologie (Nekrologji)
- 1995  Alternative Head, documentaire
- 1998  Zlatni sladoled, court métrage documentaire croate ; Super Balkan, documentaire
- 2001  Tirana, année zéro (Tirana viti 0)
- 2004  La Terre des Aigles (Land of the Eagles), long métrage documentaire
- 2006  L’Année noire
- 2014  Amsterdam Express